# Stronetta
La Stronetta, o Rio Stronetta, è un piccolo torrente situato in provincia del Verbano-Cusio-Ossola. 

## Idronimo
Deve il suo nome al fatto che prima della piena del 1784, era un tutt'uno col torrente Strona, il quale invece di affluire nel Fiume Toce come ora, si gettava direttamente nel Lago Maggiore a Feriolo di Baveno.
Fino al 1600 era chiamata Tocetta (Tosetta).

## Percorso
Durante i secoli ha cambiato tracciato diverse volte nella piana alluvionale.
Oggi nasce sulle montagne prospicienti Gravellona Toce, a sud-est dell'abitato principale; ha un percorso breve e con un letto tortuoso. Viene alimentato da torrenti che scendono dal Mottarone e risorgive.
Nella piana alluvionale che attraversa, vaste aree sono state bonificate e trasformate a uso edilizio industriale (zona industriale di Gravellona Toce, Tecnoparco del Lago Maggiore a Fondotoce, frazione di Verbania); sfocia quindi nel Lago Maggiore percorrendo l'ultimo tratto nella Riserva naturale speciale di Fondo Toce.
La particolarità di questo piccolo torrente di elevato valore ambientale è quella di scorrere lento, riparato da una folta vegetazione spondale di ontani, salici e cannuccia di palude; infatti è spesso difficile individuarlo. Nel suo tratto terminale, in cui forma delle anse, sono presenti degli stagni e una conca di cava di sabbia è stata trasformata in un laghetto di pesca sportiva.

## Qualità delle acque
Da alcuni scarichi negli anni 1992-1995 si dice abbia subito lo sversamento di cianuri da parte della ditta Thermoselect, che operava vicino al suo corso.